# Tour de França de 1955
El Tour de França 1955 servirà perquè Louison Bobet aconsegueixi el seu tercer Tour de França consecutiu i iguali d'aquesta manera Philippe Thys com a ciclistes amb més edicions guanyades.
Miquel Poblet es converteix en el primer català a vestir el mallot groc del Tour de França.
Prendran la sortida 13 formacions de 10 corredors cadascuna a Le Havre. Cap d'elles arribarà amb tots els corredors al final de la cursa.
Aquesta edició té com a principal novetat tècnica la introducció de la photo-finish per ajudar a decidir el guanyador de les etapes.

## Resultats

### Classificació general
| Classificació General                 | Classificació General | Classificació General | Classificació General |
| ------------------------------------- | --------------------- | --------------------- | --------------------- |
| 1.                                    | Louison Bobet         | França                | 130h29'26"            |
| 2.                                    | Jean Brankart         | Bèlgica               | a 4'53"               |
| 3.                                    | Charly Gaul           | Luxemburg             | a 11'30"              |
| 4.                                    | Pasquale Fornara      | Itàlia                | a 12'44"              |
| 5.                                    | Antonin Rolland       | França                | a 13'18"              |
| 6.                                    | Raphaël Géminiani     | França                | a 15'01"              |
| 7.                                    | Giancarlo Astrua      | Itàlia                | a 18'13"              |
| 8.                                    | Stan Ockers           | Bèlgica               | a 27'13"              |
| 9.                                    | Alex Close            | Bèlgica               | a 31'10"              |
| 10.                                   | François Mahé         | França                | a 36'27"              |
| 130 participats, 69 acabaren la cursa |                       |                       |                       |

### Gran Premi de la Muntanya
| 1r | Charly Gaul   | 84 pts |
| 2n | Louison Bobet | 70 pts |
| 3r | Jean Brankart | 44 pts |

### Classificació de la Regularitat
| 1r | Stan Ockers   | 322 pts |
| 2n | Wout Wagtmans | 399 pts |
| 3r | Miquel Poblet | 409 pts |

### Classificació per equips
| 1r | França |

### Etapes
| Etapa  | Recorregut                  | km       | Guanyador           | Líder           |
| 1a (a) | Le Havre - Dieppe           | 216      | Miquel Poblet       | Miquel Poblet   |
| 1a (b) | Dieppe - Dieppe             | 13 (CRE) | Països Baixos       | Miquel Poblet   |
| 2a     | Dieppe - Roubaix            | 204      | Antonin Rolland     | Wout Wagtmans   |
| 3a     | Roubaix - Namur             | 210      | Louison Bobet       | Wout Wagtmans   |
| 4a     | Namur- Metz                 | 225      | Willy Kemp          | Antonin Rolland |
| 5a     | Metz - Colmar               | 229      | Roger Hassenforder  | Antonin Rolland |
| 6a     | Colmar - Zúric              | 195      | André Darrigade     | Antonin Rolland |
| 7a     | Zúric - Thonon-les-Bains    | 267      | Jos Hinsen          | Wim Van Est     |
| 8a     | Thonon-les-Bains - Briançon | 253      | Charly Gaul         | Antonin Rolland |
| 9a     | Briançon - Mònaco           | 275      | Raphaël Géminiani   | Antonin Rolland |
| 10a    | Mònaco - Marsella           | 240      | Lucien Lazaridès    | Antonin Rolland |
| 11a    | Marsella - Avinyó           | 198      | Louison Bobet       | Antonin Rolland |
| 12a    | Avinyó - Millau             | 240      | Alessandro Fantini  | Antonin Rolland |
| 13a    | Millau - Albi               | 205      | Daan De Groot       | Antonin Rolland |
| 14a    | Albi - Narbona              | 156      | Louis Caput         | Antonin Rolland |
| 15a    | Narbona - Ax-les-Thermes    | 151      | Luciano Pezzi       | Antonin Rolland |
| 16a    | Ax-les-Thermes - Tolosa     | 123      | Rik Van Steenbergen | Antonin Rolland |
| 17a    | Tolosa - Saint-Gaudens      | 249      | Charly Gaul         | Louison Bobet   |
| 18a    | Saint-Gaudens - Pau         | 206      | Jean Brankart       | Louison Bobet   |
| 19a    | Pau - Bordeus               | 195      | Wout Wagtmans       | Louison Bobet   |
| 20a    | Bordeus - Poitiers          | 243      | Jean Forestier      | Louison Bobet   |
| 21a    | Châtellerault - Tours       | 69 (CRI) | Jean Brankart       | Louison Bobet   |
| 22a    | Tours - París               | 229      | Miquel Poblet       | Louison Bobet   |